# Czterej policjanci

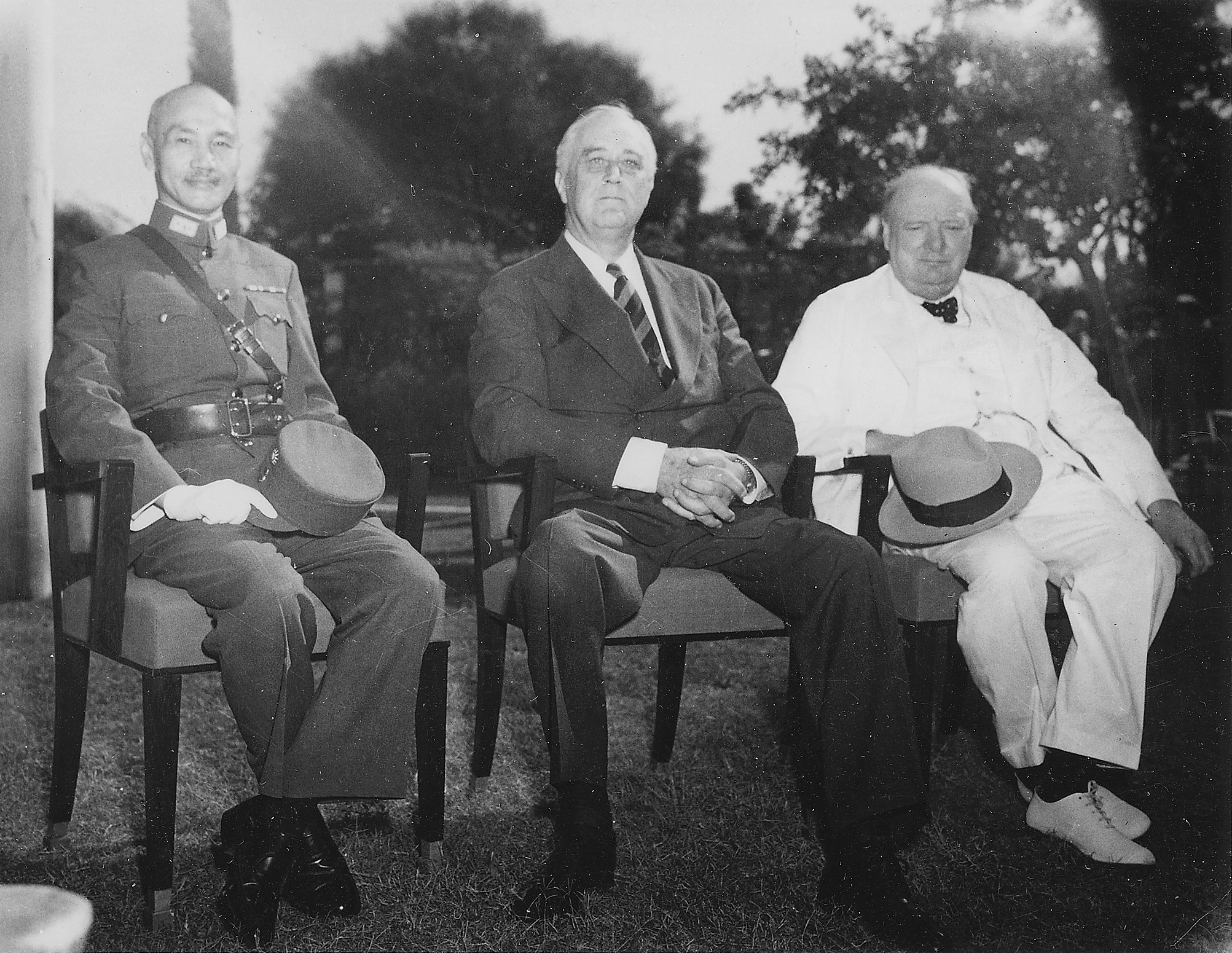
Generalissimus Czang Kaj-szek, prezydent Franklin Delano Roosevelt i premier Winston Churchill podczas konferencji w Kairze

Czterej policjanci, inaczej wielka czwórka – główni alianci z czasów II wojny światowej: Stany Zjednoczone, Wielka Brytania, ZSRR i Chiny. Koncepcja „wielkiej czwórki” pochodziła od prezydenta USA Franklina Delano Roosevelta. Wyobrażał sobie, że przyszła Organizacja Narodów Zjednoczonych składać będzie się z trzech ciał: kierowniczego, składającego się z przedstawicieli wielkiej czwórki, wykonawczego, również z udziałem tych samych mocarstw (działających jako „czterej policjanci” lub „czterej szeryfowie”) i na koniec zgromadzenia ogólnego, w którym zasiadać mieli reprezentanci krajów członkowskich ONZ. 
Czterej policjanci mieli odpowiadać za utrzymanie porządku w swoich strefach wpływów: Wielka Brytania na obszarze swego imperium i w Europie Zachodniej; Związek Radziecki w Europie Wschodniej i Azji Środkowej; Chiny w Azji Wschodniej i w rejonie zachodniego Pacyfiku; Stany Zjednoczone na półkuli zachodniej. By zapobiec przyszłym wojnom wszystkie kraje, oprócz wielkiej czwórki, miałyby zostać rozbrojone. Tylko czterej policjanci mieliby prawo posiadać broń ofensywną, o sile rażenia większej niż karabin. Czterej policjanci zostali prominentnymi stałymi członkami Rady Bezpieczeństwa, ale ich siła oddziaływania znacząco malała wraz z kolejnymi kryzysami na arenie międzynarodowej i rosnącą krytyką oponentów. Na wniosek Churchilla członkiem Rady Bezpieczeństwa została Francja, a wypadły z niej, po roku 1949, komunistyczne Chiny.

## Podłoże zamysłu
Prezydent Roosevelt, gdy Stany Zjednoczone znalazły się w stanie wojny z państwami Osi, stworzył plan nowej, powojennej organizacji międzynarodowej, która byłaby bardziej wpływowa niż dawna Liga Narodów. Przed wojną Roosevelt był zwolennikiem Ligi Narodów, ale stracił do niej zaufanie, gdyż ta nie potrafiła zapobiec wybuchowi II wojny światowej. Chciał stworzyć nową organizację międzynarodową, która gwarantowałaby utrzymanie światowego pokoju za pomocą zjednoczonych działań Wielkich Mocarstw, zamiast wilsońskiej idei międzynarodowego konsensusu i współpracy, która przyświecała Lidze Narodów. W roku 1935 powiedział do swego doradcy do spraw politycznych, Sumnera Wellesa: „Liga Narodów to nic więcej niż klub dyskusyjny, na dodatek kiepski!”. 
Roosevelt krytykował Ligę jako organizację reprezentującą interesy zbyt wielu państw. Radzieckiemu ministrowi spraw zagranicznych Wiaczesławowi Mołotowowi powiedział po agresji III Rzeczy na ZSRR, że „nie wyobraża sobie kolejnej Ligi Narodów ze stoma różnymi sygnatariuszami; było po prostu zbyt wiele państw do usatysfakcjonowania, to było złe i byłoby złe w przyszłości”. W roku 1941 Roosevelt zaproponował utworzenie nowego ciała międzynarodowego kierowanego przez „zarząd” wielkich mocarstw nadzorujących mniejsze kraje. We wrześniu 1941 roku pisał:

W obecnym, ogarniętym chaosem świecie, nie do pomyślenia byłoby odtwarzać Ligę Narodów, która – ze względu na jej rozmiary – prowadzi do nieporozumień i braku akcji... Nie widzę powodu, dla którego pryncypia zarządzania w sprawach prywatnych nie mogłyby być rozszerzone na pole spraw międzynarodowych. Zarządzanie to podstawowa zasada bezinteresownego interesu. Wśród ludów tego świata jest wiele dzieci potrzebujących opieki i pokierowania w kontaktach z innymi ludźmi, jest też wiele dorosłych państw i narodów, które muszą zostać znów sprowadzone na drogę cnoty.

Departament Stanu, pod kierunkiem Roosevelta, zaczął kreślić projekt kształtu powojennej spadkobierczyni Ligi Narodów, gdy Stany Zjednoczone były jeszcze formalnie neutralne. Roosevelt był jednak przeciwny przedwczesnemu ogłaszaniu publicznie swych planów. Zdawał sobie sprawę, że społeczeństwo amerykańskie może projekt odrzucić, a ponadto nie chciał powtarzać wysiłków prezydenta Wilsona, który długo musiał przekonywać Senat do zaaprobowania wstąpienia USA do Ligi Narodów. W opublikowanej w sierpniu 1941 roku Karcie Atlantyckiej nie znalazła się nawet wzmianka o tym, że Stany Zjednoczone zamierzają po wojnie przystąpić do formowania nowego ciała o charakterze międzynarodowym. Jednak grudniowy atak na Pearl Harbor w zasadniczy sposób zmienił pozycję Roosevelta. Teraz mógł już bez obawy przedstawić swą propozycję organizacji skupionej wokół czterech policjantów: USA, Chin, ZSRR i Wielkiej Brytanii.

### Pomysł Roosevelta

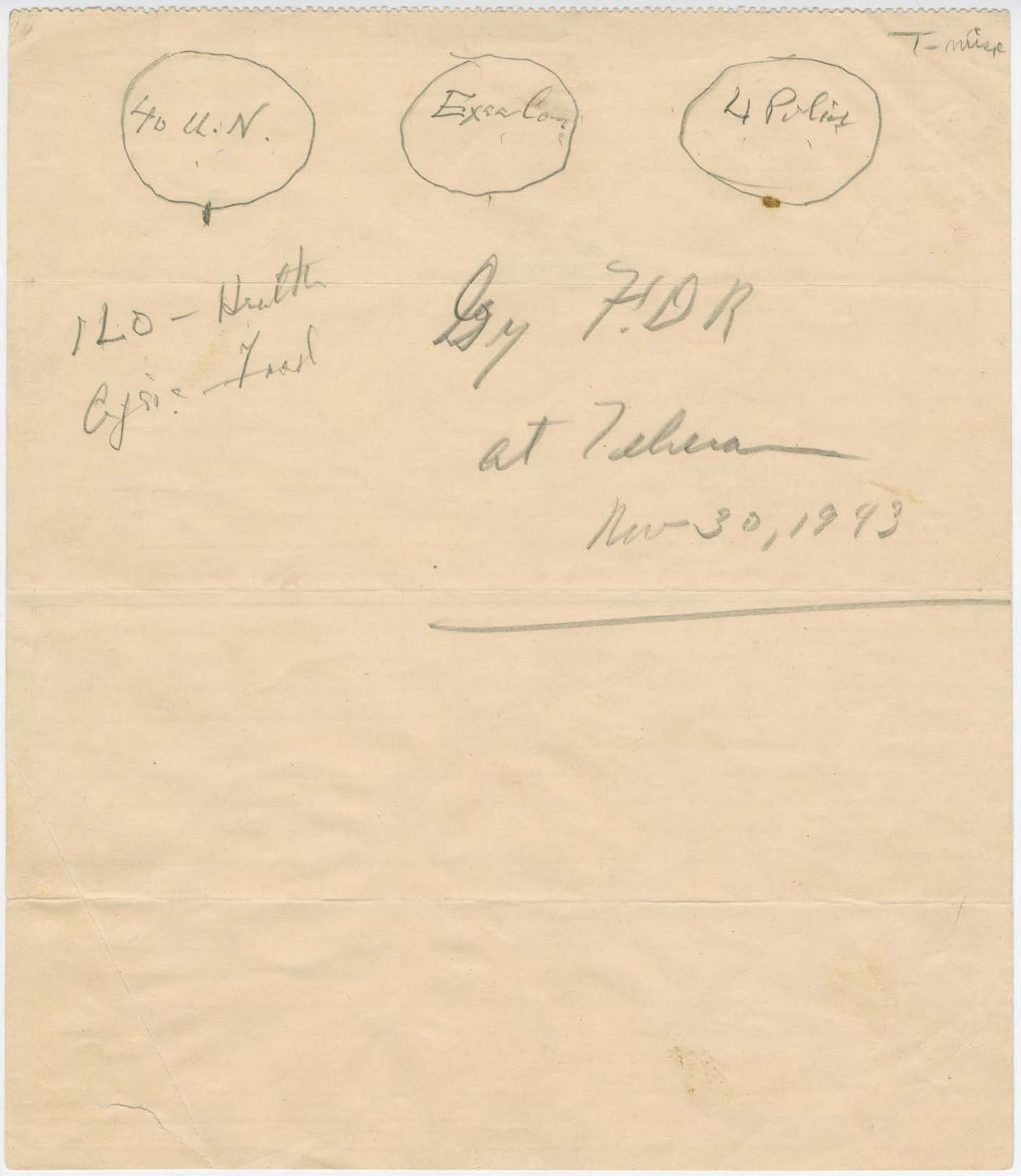
Szkic Roosevelta z roku 1943: trzy ciała ONZ, czterej policjanci z prawej

Zamysł, by wielkie mocarstwa stały się „światową policją”, był dyskutowany już w sierpniu 1941 roku podczas pierwszego spotkania z Churchillem. Określenia „czterej policjanci” Roosevelt użył po raz pierwszy na początku 1942 roku. Przedłożył swe powojenne plany Mołotowowi, który przybył do Waszyngtonu 29 maja, by przedyskutować możliwość otwarcia drugiego frontu w Europie. Roosevelt powiedział wówczas Mołotowowi, że wielka czwórka musi zjednoczyć się po wojnie i „opiekować się” światem, a nade wszystko rozbroić państwa agresywne. Gdy Mołotow zapytał o rolę innych krajów, Roosevelt odpowiedział, że w jego mniemaniu zbyt wielu „policjantów” doprowadzi do stagnacji, ale że jest otwarty na ewentualne propozycje, by dopuścić inne państwa alianckie do udziału. Zapis z przebiegu tej konferencji podsumował to tak: 

Prezydent powiedział Mołotowowi, że spodziewa się rozbrojenia po wojnie wspólnych nieprzyjaciół i również niektórych sojuszników; że według niego Stany Zjednoczone, Anglia, Rosja i być może Chiny powinny opiekować się światem i wymuszać kontrolą rozbrojenie. Prezydent powiedział, że jego zdaniem Niemcy, Włochy, Japonia, Francja, Czechosłowacja, Rumunia i inne kraje winny otrzymać zakaz posiadania sił zbrojnych. Dodał, że pozostałe państwa mogą dołączyć do pierwszej czwórki, gdy dowiodą, że można im ufać.

Roosevelt i Mołotow dyskutowali sprawę „czterech policjantów” również podczas drugiego spotkania w dniu 1 czerwca. Mołotow poinformował prezydenta, że Stalin zamierza wesprzeć plan Roosevelta, by utrzymywać po wojnie pokój przez czterech policjantów i przymusowe rozbrojenie. Roosevelt podniósł również sprawę powojennej dekolonizacji. Zasugerował, że byłe kolonie winny przejściowo znajdować się pod nadzorem międzynarodowego ciała zarządzającego (czyli wielkiej czwórki) i dopiero po tym okresie uzyskiwać niepodległość. 
Republika Chińska została włączona w skład wielkiej czwórki jako jeden z przyszłych czterech policjantów. Roosevelt obstawał przy uznaniu Chin za mocarstwo, był bowiem przekonany, że Chińczycy staną po stronie Amerykanów w razie konfrontacji z ZSRR. Brytyjskiemu ministrowi spraw zagranicznych, Anthony’emu Edenowi, powiedział: „W razie poważnego konfliktu interesów z Rosją [Chiny] bez wątpienia staną po naszej stronie”. Prezydent wierzył, że proamerykańskie Chiny będą dla USA użyteczne, szczególnie w kwestii okupacji – przez siły amerykańskie, chińskie i radzieckie – powojennej Japonii i Korei. Gdy Mołotow wyraził wątpliwość co do stabilności Chin, Roosevelt miał odpowiedzieć stwierdzając, że łącznie „ludność naszych krajów i krajów zaprzyjaźnionych to dobrze ponad miliard”.
Churchill sprzeciwiał się pomysłowi Roosevelta, by wprowadzić Chiny do wielkiej czwórki, bo obawiał się, że Amerykanie zechcą podważyć pozycję imperium brytyjskiego w jego azjatyckich koloniach. W październiku 1942 roku powiedział do Edena, że republikańskie Chiny będą „zastępczym głosem na usługach Stanów Zjednoczonych przy próbie likwidacji brytyjskich posiadłości zamorskich”. Eden podzielał punkt widzenia Churchilla i wyraził wątpliwość, czy Chiny, ogarnięte pożarem wojny domowej, kiedykolwiek będą w stanie się ustabilizować. Reakcją Roosevelta na krytycyzm Churchilla były jego słowa do Edena: „Chiny mogą stać się bardzo użyteczną siłą na Dalekim Wschodzie pomagając nadzorować Japonię”, i że on zamierza zwiększyć pomoc dla Chin.
Propozycja Roosevelta dotycząca czterech policjantów spotkała się z krytyką ze strony zwolenników liberalnego internacjonalizmu, którzy chcieli równiejszego podziału sił wśród państw członkowskich ONZ. Internacjonaliści obawiali się, że ów „policyjny układ” może doprowadzić do zawiązania jakiegoś nowego czwórprzymierza.

### Tworzenie ONZ
Nowy plan Organizacji Narodów Zjednoczonych został nakreślony przez Departament Stanu w kwietniu 1944 roku. Plan ten kładł nacisk na solidarność wielkich mocarstw, co stanowiło jądro propozycji Roosevelta. Wielka czwórka miała służyć jako stali członkowie Rady Bezpieczeństwa ONZ. Każdy z nich miał posiadać prawo weta, które unieważniałoby każdą rezolucję ONZ będącą nie po myśli jednego z wielkich mocarstw. Departament Stanu musiał jednak pójść na kompromis z liberalnymi internacjonalistami. Prawo do członkostwa w organizacji zostało rozszerzone na wszystkie kraje walczące przeciw państwom Osi, zamiast kilku wybranych. Podczas konferencji w Dumbarton Oaks w sierpniu 1944 roku delegacje USA, ZSRR, Wielkiej Brytanii i Chin przedyskutowały ten plan raz jeszcze, a w czerwcu 1945 roku w San Francisco wielka czwórka i ich sprzymierzeńcy podpisali Kartę Narodów Zjednoczonych.

## Rezultaty
Były zastępca Sekretarza Generalnego ONZ, sir Brian Urquhart napisał po latach:

"To był pragmatyczny system oparty na prymacie silnych – „powiernictwo mocarstw”, jak to [Roosevelt] nazwał wówczas, lub "Czterej Policjanci", jak określił to później. Jak odnotował w swoim dzienniku [senator Arthur H.] Vandenberg w kwietniu 1944 roku, koncepcja ta „była wszystkim, tylko nie wymarzonym przez szalonych internacjonalistów państwem światowym..."